# Kamienica przy ulicy Zwierzynieckiej 17 w Krakowie
Kamienica przy ulicy Zwierzynieckiej 17 – zabytkowa kamienica znajdująca się w Krakowie, w dzielnicy I Stare Miasto przy ulicy Zwierzynieckiej, na Nowym Świecie.
Kamienica została wzniesiona w 1913 roku według projektu architekta Jozue Oberledera.
Budynek został wpisany do gminnej ewidencji zabytków. Znajduje się na obszarze Nowego Światu, którego układ urbanistyczny został wpisany 9 czerwca 2015 do rejestru zabytków.